# All I Wanna Do (canción de The Beach Boys)
«All I Wanna Do» es una canción escrita por Brian Wilson y Mike Love para la banda de rock estadounidense The Beach Boys. Fue editada en el álbum Sunflower de 1970.

## Composición
Según el académico Philip Lambert:

En 'All I Wanna Do', el exuberante coro de acompañamiento crece en intensidad junto al amor que expresa la letra. En el momento en que el coro llega, la profundidad y la complejidad de los sentimientos del cantante son capturados por una estratificación intrincada de una melodía principal, repitiendo el título de la canción, una contramelodía en respuesta, 'doot-doot-doot' reafirmando el ritmo suave, y una línea de bajo fundacional. Es el siguiente paso más allá de las terminaciones en capas transparentes de forma elegante como en "Fun, Fun, Fun" y "God Only Knows", y tantos otros.

## Grabación
El 8 de junio de 1968, durante las sesiones principales de grabación de Friends se grabó una versión inédita de la canción en el estudio casero de Brian Wilson, esta grabación tiene la inclusión de un sitar, un instrumento de cuerda de la India. El arreglo de la canción se modificó. Y la grabación de lo que finalmente terminó en Sunflower tuvo lugar el 19 de marzo de 1969 en Gold Star Studios en lugar de un sitar, se optó por guitarra que Mathew Greenwald de Allmusic describe como "Byrds-like".

## Recepción
"All I Wanna Do" al igual que Sunflower en general fue elogiado por la prensa musical.
Hablando de la canción en 1995, Brian Wilson expresó: "Fue una de esas canciones que tenía un patrón de acordes muy bueno, pero creo que fue una canción aburrida, y pensé que no se hizo bien, pensé que se debería haber hecho más suave, con guitarras acústicas". En 1970, Jim Miller, de la revista Rolling Stone señaló los elementos de producción que hace la experiencia de la escucha del tema como "mente-desgarradora". Mateo Greenwald llama a "All I Wanna Do" como un "clásico perdido", describiendo: "Posiblemente una de las más bellas e inusuales canciones en Sunflower... Mike Love merece altas calificaciones por sus contribuciones vocales y líricas. La inolvidable melodía en tono menor de Wilson y el arreglo fantasmal, evidencia realmente que no había perdido su comprensión artística".
Greenwald dio varios elogios a la canción, citando la eficacia del flautín, el redoblante y las interesantes armonías, bien ejecutadas.
La canción fue descrita por el sitio Pitchfork Media como "proto-shoegaze" en una revisión de la reedición de 2000, de Sunflower/Surf's Up.